# 永治
永治（）は、日本の元号の一つ。保延の後、康治の前。1141年から1142年までの期間を指す。この時代の天皇は崇徳天皇、近衛天皇。

## 改元
- 保延7年7月10日（ユリウス暦1141年8月13日） 辛酉革命に当たるため改元
- 永治2年4月28日（ユリウス暦1142年5月25日） 康治に改元

## 西暦との対照表
※は小の月を示す。
| 永治元年（辛酉） | 一月※     | 二月  | 三月※ | 四月※ | 五月  | 六月※ | 七月※ | 八月  | 九月 | 十月※ | 十一月 | 十二月 |
| ---------------- | --------- | ----- | ----- | ----- | ----- | ----- | ----- | ----- | ---- | ----- | ------ | ------ |
| ユリウス暦       | 1141/2/9  | 3/10  | 4/9   | 5/8   | 6/6   | 7/6   | 8/4   | 9/2   | 10/2 | 11/1  | 11/30  | 12/30  |
| 永治二年（壬戌） | 一月      | 二月※ | 三月  | 四月※ | 五月※ | 六月  | 七月※ | 八月※ | 九月 | 十月※ | 十一月 | 十二月 |
| ユリウス暦       | 1142/1/29 | 2/28  | 3/29  | 4/28  | 5/27  | 6/25  | 7/25  | 8/23  | 9/21 | 10/21 | 11/19  | 12/19  |